# Genderfuck
 (avril 2022).
Si vous disposez d'ouvrages ou d'articles de référence ou si vous connaissez des sites web de qualité traitant du thème abordé ici, merci de compléter l'article en donnant les références utiles à sa vérifiabilité et en les liant à la section « Notes et références ».
Un genderfuck (anglais : gender bender), en argot LGBT, est une personne qui perturbe, ou « fléchit » (de l'anglais bend), les rôles de genre. C'est un terme spécifique de la théorie queer qui est principalement développé dans le monde anglo-saxon.

## Terme

### Définition
La définition venant de l'anglais signifie littéralement « flexion/torsion du genre », avec un jeu de mots sur l'argot et le péjoratif « courbé » : « celui qui pend », « celui qui est inversé », indique que la personne qui transgresse le comportement attendu du rôle de son genre (par exemple, par travestissement).
Dans le cadre général de la théorie queer, la définition de gender bender est considérée comme « une forme de militantisme social en réponse à des hypothèses ou des généralisations sur les genres ».

### Historique
Le terme genderfuck a longtemps fait partie de la langue vernaculaire gaie, et a commencé à apparaître dans les documents écrits dans les années 1970.
Jesse Sheidlower remarque une définition du terme gender fuck dans le travail de L. Humphreys sorti en 1972 Out of the Closets: Sociology of Homosexual Liberation comme « une forme de théâtre de guérilla étendue ».
Il est également cité dans le numéro d'août 1972 du magazine Rolling Stone, en référence au style glam rock : « Le nouveau travestissement macho, appelé vulgairement gender fuck, une satire curieuse d'usurpation d'identité féminine – robes, pompes, couverts de maquillage et barbes – est représenté par, entre autres, trois hommes en uniformes WAC et de grandes moustaches ».

## Militantisme
Il peut y avoir différentes raisons militantes au genderfucking, simultanément ou non.

### Rejet de l'intolérance
Cela peut être une réaction et une protestation contre l'homophobie, la transphobie, la misogynie ou la misandrie.

### Rejet de rôles oppressifs
Le fléchissement du genre est parfois une forme de militantisme social entrepris pour détruire des rôles de genre trop rigides et défier les stéréotypes sexuels, notamment lorsqu'une personne non conforme trouve ces rôles oppressifs.

### Politique identitaires
Le fléchissement du genre peut être politique, issu des premiers mouvements de politique identitaires des années 1960 et 1970, dont l'un des principes directeurs est l'idée que ce qui est personnel est politique.
Dans son article Genderfuck and Its Delights, paru en 1974, Christopher Lonc explique sa motivation pour être genderfuck : « Je veux critiquer et me moquer des rôles des femmes mais aussi des hommes, je veux montrer à quel point je peux être non-normal. Je veux ridiculiser et détruire toute la cosmologie restrictive des rôles de genre et de l'identité sexuelle ».

### Rejet de la binarité de genre
Pour fuck with les genres, une attente doit exister pour qu'il soit possible de se rebeller contre cette attente. Ces attentes sont socialement construites et peuvent varier considérablement entre les cultures.
La binarité de genre, c'est l'idée que seuls deux genre existent : les hommes et les femmes. Dans de nombreuses cultures, il n'est acceptable pour un individu que d'incarner l'un des deux rôles de genre. Les rôles de genre imitent souvent les attentes sociales des catégories « masculin » et « féminin ». Dans cette attente culturelle, on s'attend à ce que les personnes désignées comme étant masculines soient masculines, tandis que celles désignées comme féminines devraient être féminines. La croyance et l'adhésion à ces rôles de genre est connue sous le nom de binarité de genre.

### Rejet de l'essentialisme du genre
Ainsi, le genderfucking proteste contre une vision essentialiste du genre. Ce concept est rejeté non seulement par une apparence non normative, mais aussi par la remise en question de rôles, des caractéristiques ou des comportements normatifs de genre - par exemple en présentant un individu clairement féminin affirmatif et non domestique afin de défier la notion d'essence féminine.

### Genderbendingnon-politique
Le genderfucking n'est pas toujours une prise de position politique. Selon Butler, le genre est quelque chose qui est interprété ; il n'a de signification culturelle que dans la mesure où cela lui est attribué. Malgré la binarité de rôle de genre imposés par la société, il existe de nombreuses façons pour les individus d'exprimer des variations de genre et tous ne sont pas intentionnellement du radicalisme politique. De plus, en 1995, Tamsin Wilton a fait valoir que :

« Le gender-fuck n'est pas intrinsèquement radical - autrement, les benders de genre tels que Boy George, Prince, Annie Lennox, David Bowie, etc. ne s'en sortiraient pas autant qu'ils le font. Un gender-fuck politiquement conscient - comme RuPaul ou (dans une certaine mesure) Madonna - se rapproche beaucoup plus du radicalisme, mais c'est seulement par l'incorporation d'une critique du genre comme moyen de pouvoir que le jeu avec les signifiants des genres peut être plus qu'un divertissement méchant. »

## Attentes culturelles
Dans de nombreuses cultures, pour qu'une personne soit considérée comme appartenant à une catégorie de genre particulière, l'individu doit non seulement avoir une constitution anatomique particulière (y compris génitale), mais doit se conformer aux stéréotypes appropriés de cette culture. Ces rôles sont fortement influencés par la culture et les pairs. Ces stéréotypes comprennent l'orientation sexuelle, et ceux qui vont à l'encontre des comportements attendus, par exemple les gays et les lesbiennes, peuvent être considérés comme « inférieurs » ou « différents ».

### Occident
Dans les cultures occidentales, les rôles de genre ont quelque peu changé au fil des ans. Cependant, la culture occidentale dominante a toujours tendance à attendre des comportements « féminin » stéréotypés chez les femmes et « masculin » chez les hommes.
Une étude menée par l'université de Princeton a décrit ces stéréotypes de genre courants et normatifs :
Le "masculin" - agit comme un leader et en a les compétences, est agressif, ambitieux, analytique, sûr de lui, athlétique, compétitif, défend ses propres croyances, dominant, puissant, indépendant, individualiste, prend des décisions facilement et de manière autonome, autosuffisant, forte personnalité, prêt à prendre position, et prêt à prendre des risques.
Le stéréotype « féminin » tels que définis par cette même étude : est affectueux, gai, enfantin, compatissant, n'utilise pas de grossièretés, désireux d'apaiser les sentiments blessés, facile à flatter, doux, crédule, aime les enfants, fidèle, sensible aux besoins des autres, timide, à une voix douce, sympathique, tendre, compréhensif, chaleureux, généreux.

### Cultures catholiques et juives
Dans les cultures catholiques et juives, les rôles de genre et la présentation de genre ont été contrôlés depuis les temps bibliques :

« La femme ne portera pas ce qui appartient à un homme, et un homme ne portera pas de vêtement de femme, car tout ceci est abominable à l'Éternel, ton Dieu. »

— (Deutéronome 22:5)
Transgresser ces lignes a été interprétée par certains catholiques, comme une transgression morale.

### Autochtone
Cependant, d'autres cultures, souvent des peuples autochtones, ou des sous-cultures qui existent dans les cultures occidentales - peuvent conceptualiser le genre comme ayant plus de deux options, et peuvent même voir leurs individus comme remplissant plus d'un rôle de genre.
Certains peuples autochtones de l'Amérique du Nord ont historiquement plus de deux rôles de genre dans leur structure sociale, tandis que d'autres, qui peuvent ou non avoir embrassé cette diversité historiquement, acceptent la bispiritualité des individus dans leurs communautés modernes.
D'autres cultures peuvent voir les gens comme capables d'incarner un rôle de genre différents à différents moments, ou d'être « au milieu », « embrassant à la fois l'esprit masculin et féminin » Un exemple est le peuple Bugis du Sulawesi du Sud en Indonésie qui ont un total de cinq genres. Ces genres comprennent ce qui serait considéré comme homme et femme cisgenres, plus les hommes et femmes transgenres et les chamans androgynes de Bissu.

## Genderfucking en pratique

### Genre des personnes genderfuck
Certains genderfucks s'identifient avec le genre qui leur a été assigné à la naissance, mais remettent en question les normes sociétales qui assignent des comportements particuliers à ce genre. Cette rébellion peut impliquer des vêtements androgynes, des accessoires et des comportements de genre atypiques.
Les genderfucks peuvent aussi s'identifier comme trans ou travestis. Cependant, de nombreuses personnes trans ne se considèrent pas comme des "gender benders"[réf. nécessaire].
D'autres s'identifient comme « bispirituels » ou membres d'un troisième genre.

### Apparence
Le genderfucking est basé sur la représentation du genre : le concept de genre comme apparence. Cela peut se réaliser dans une présentation physique (par exemple des vêtements, des cheveux, du maquillage et des caractéristiques sexuelles secondaires), ainsi que dans le comportement.
Souvent, la parodie et l'exagération sont utilisés pour transgresser les rôles de genre, généralement pour en exposer l'artificialité. Par exemple, une personne qui s'engage dans le genderfucking peut volontairement exagérer les notions conventionnelles de la féminité ou de la masculinité.
Le genderfucking peut également être réalisé via du travestissement et de l'androgynie, qui défient et contribuent tous deux à démanteler la binarité de genre, en séparant l'expression ou la représentation du genre de la perception du sexe biologiques ou physiologiques.

### Travestissement
Le travestissement serait une forme de flexion du genre parce que le but est de "fuck with gender" au niveau des rôles et de la présentation.
Une grande partie des représentations de genre s'exprime à travers les vêtements, parce que dans les sociétés où la binarité de genre est présente, il existe une notion établie et répandue que certains vêtements sont « masculins » et ne devraient être portés que par des hommes, et d'autres « féminins » ne devrait être porté que par des femmes.
Hawkes, sociologue et auteur, aborde ce « code vestimentaire » et de l'opportunité d'une résistance : « L'universalité des codes [vestimentaire] et leurs significations permet la [subversion] des « messages dominants » qu'ils véhiculent et, par là, éclaire l'existence d'identités alternatives [de genre] ».

### Androgynie
L'androgynie n'est pas spécifiquement genderfucking, mais il peut être considéré comme genderfucking si quelqu'un est intentionnellement androgyne[pas clair]. Beaucoup de gens qui sont androgyne peuvent ne pas le faire par un effort conscient sur leur apparence : « Ce peut être aussi quelque chose d’involontaire : les enfants pré-pubères sont tous plus ou moins androgynes, même si les parents ou l’environnement s’efforcent de masculiniser les garçons et de féminiser les filles ; parfois, l’androgynie à l’adolescence est liée à une puberté tardive ». L'origine du mot androgyne vient du latin androgynus, qui lui-même est dérivé du grec ancien « androgynos » signifiant « homme-femme ».

### Drag

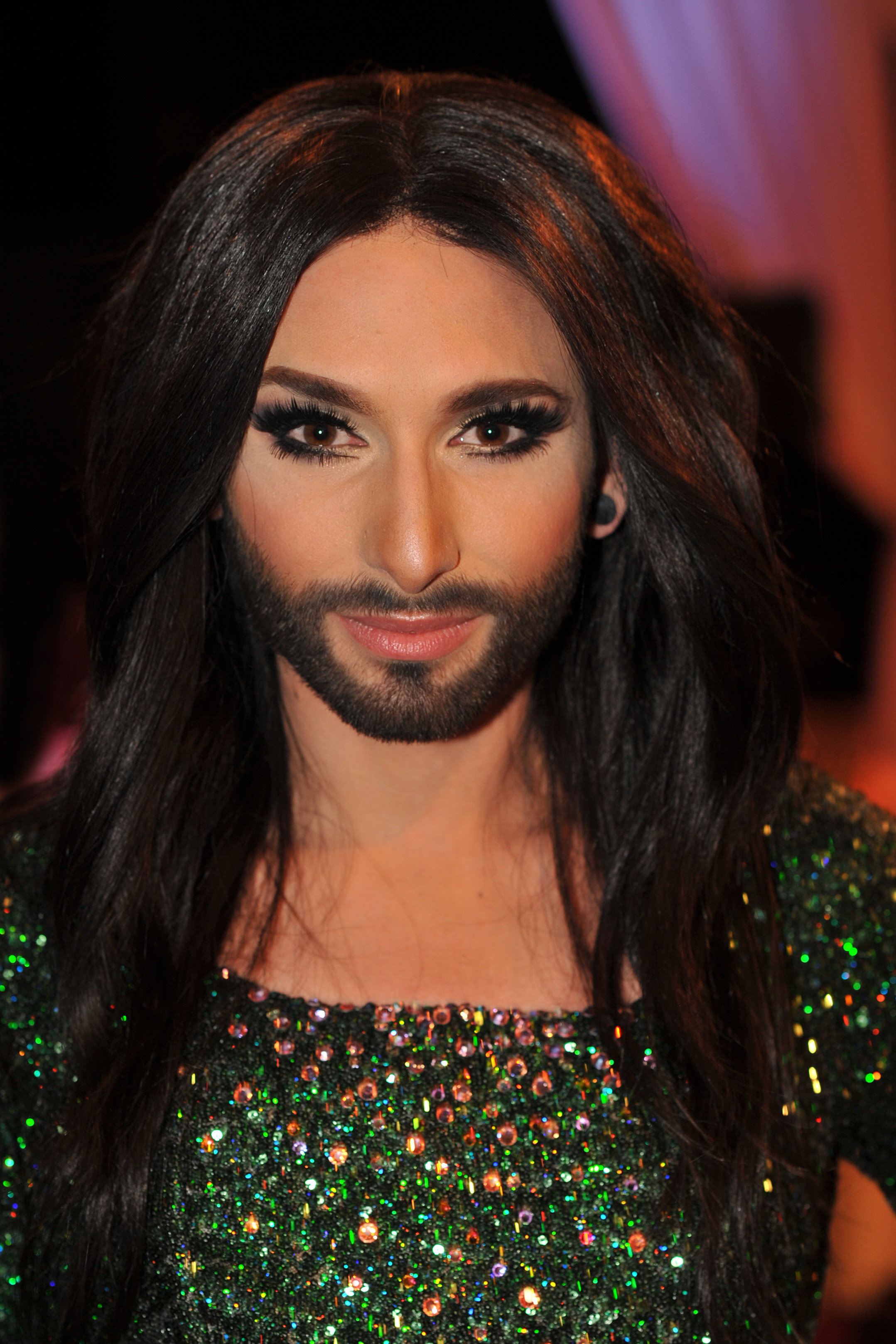
Conchita Wurst, une drag queen à barbe.

Le genderfucking est vu dans de nombreux styles de vie. L'une de ces formes est l'habillement « drag », consistant à mettre en scène la féminité (pour les drag queens) ou la masculinité (pour les drag kings).
Les spectacles de drag sont des spectacles sur scène où les artistes qui jouent sont drag queen ou drag king. Les costumes et le maquillage drag peuvent dans certains cas impliquer simplement un acteur décrivant un personnage d'un genre différent du leur, ou la performance elle-même peut être une parodie ou une critique des genres et de leurs rôles. Souvent, les stéréotypes de genre féminins ou masculins de la culture des personnes sont exagérés pour des effets comiques ou satiriques.
Les revues de drags impliquent typiquement des costumes élaborés et glamour et des représentations musicales. Les artistes peuvent chanter, danser ou faire du lip-sync.
Un faux drag (ou bio drag) est une personne qui joue le genre auquel il s'identifie dans la vie de tous les jours mais sous une forme exagérée. Par exemple, une femme qui se comporte comme drag queen est une fausse queen (bio queen), et un faux king dans l'autre sens.
Afin de comprendre les différences et les similitudes entre les hommes gays drag queens avec les femmes et les personnes transgenres drag kings et les bio queens, il faut considérer comment le genre et l'identité sexuelle des artistes drags influent et sont influencés par leur genre de spectacle.

## Théories

### Judith Butler, le genre comme spectacle
Judith Butler est l'une des théoriciennes les plus connues qui croient en l'idée que le genre est quelque chose qui est accompli par des individus.

#### Concept
Son concept de performativité de genre est l'idée que les gens choisissent de jouer le genre dans un contexte où nous avons très peu de choix socialement acceptables, mais est similaire à ce que font les acteurs devant la caméra.
En raison de l'importance que nous accordons à la croyance que les hommes doivent agir comme les hommes et les femmes doivent se comporter comme des femmes, on croit souvent que le genre est un attribut inné et non une construction sociale.

#### Performative Acts and Gender Constitution
Dans son article Performative Acts and Gender Constitution: An Essay in Phenomenology and Feminist Theory, Butler explique que si le genre est une chose à laquelle les corps sexués s'associent pour suivre les codes sociétaux de ce qui est un comportement approprié, alors ces comportements peuvent être conceptualisées de différentes manières pour permettre plus de flexibilité pour les individus.
Dans le même article, elle affirme que dans la culture américaine, la binarité de genre et ses répercussions sociales strictes contre ceux qui agissent contre le scénario « normal », ce scénario prescrit le harcèlement et les pressions parentales pour satisfaire les attentes et l'influence des pairs, est un moyen de garantir que la culture se répète de génération en génération.

#### Gender Trouble
La théorie de Judith Butler sur les rôles de genre et leurs implications sociales et le besoin de reconstruction est plus complètement développée dans son livre Gender Trouble (1990).
Elle soutient que l'acceptation limitée de la variation dans les rôles de genre fait beaucoup de tort à l'expression individuelle. Avec des options limitées pour les hommes et les femmes, il y a peu de place pour leurs forces combinées, puisque les hommes sont constamment concentrés sur devenir le soutien financier de leur famille, cela laisse aux femmes la seule option d'être l'expert maternel qu'elle devrait être.
Cette idée exclut les femmes masculines ou les hommes féminins puissent être des figures parentales acceptables pour leurs enfants ce qui pourrait conduire à ce que l'enfant grandisse et conceptualise le monde différemment.

### Genre dans l'éducation des enfants

#### Acquisition
Selon une étude récente de Susan Witt, les enfants arrivent généralement à leurs premières conclusions sur le fait d'être un homme ou une femme via leurs parents, car ils sont généralement les premières personnes avec lesquelles l'enfant crée un lien et la nature de la relation est intense.
De plus, les parents donnent aux enfants des vêtements, des jouets et montrent des attentes spécifiques au genre, ce qui crée souvent beaucoup de messages subtils sur ce qui est acceptable ou non concernant le genre.

#### Tolérance parentale
L'étude de Witt a montré que les enfants qui grandissent avec plus d'androgynie chez leurs parents sont plus concentré sur leur épanouissement et ont généralement un meilleur sens de soi.

#### Non-conformité de l'enfant
Inversement, dans les cas de non-conformité entre les sexes, lorsqu'un enfant présente des performances de genre atypiques par rapport à son rôle de genre prescrit, Kerry Robinson rapporte qu'une figure parentale peut répondre avec hostilité. Selon le Journal officiel de l'American Academy of Pediatrics, les personnes qui ne se conforment pas à la binarité de genre sont souvent victimes d'abus de la part de la société, de la famille et au sein de leur communauté.

#### Abus
Les types d'abus vont de la violence physique et sexuelle, à la violence psychologique et ne sont pas associés à l'homosexualité seule.

## Dans la culture populaire

### Festival

#### Gender Bender
Gender Bender est également un festival international qui se déroule à Bologne, dans le but de représenter des produits de l'art et de la culture contemporaine liés aux « nouvelles représentations du corps, de l'identité de genre et de l'orientation sexuelle ».

#### WisCon
WisCon, la plus ancienne et la plus ancienne convention de science-fiction féministe au monde, parraine une danse annuelle « Genderfloomp » pour « explorer et élargir nos concepts de genre par le biais d'une soirée dansante. Le genre de play/blurring/queering/drag à la fois dans la tenue et les attitudes est fortement encouragée mais à peine nécessaire ».

### Célébrités
Il y a eu beaucoup de célébrités qui se sont travestis et beaucoup de célébrités qui sont androgynes. La rock star Prince était très connu pour son travestissement et son look androgyne. Eddie Izzard a commencé à parler librement de son travestissement dès 1992.

#### The Cockettes
The Cockettes étaient une troupe de drag queen psychédélique, fondée à San Francisco à la fin des années 1960. Selon la revue Maledicta en 1987 : « Les vrais travestis et les transgenres sont… embarrassés… [par]… The Cockettes gender-fuck et autres (les robes et les barbes) ».

#### David Bowie
Exploitant son apparence androgyne, la rock star David Bowie s'habille d'une robe sur la pochette britannique de son album de 1970, The Man Who Sold the World, et portait souvent des robes, du maquillage et des justaucorps sur scène et en pendant des interviews.
À une époque où très peu de gens s'outaient publiquement, il a annoncé que lui et sa femme étaient tous deux bisexuels,.
En 1972, Bowie coproduit Transformer, l'album de Lou Reed, qui comprend plusieurs chansons de genderfuck, notamment le classique Walk on the Wild Side.

#### The New York Dolls
The New York Dolls est un groupe de protopunk, formé en 1971 et qui étaient très influent dans la scène punk rock de New York. Ils se sont séparés en 1977 mais se sont réformés en 2004. Alors qu'ils se produisaient souvent en robe, les cheveux longs et avec du maquillage glamour ou glam, au moins un critique a qualifié leur genderfucking de « assez subtil ».

#### Rocky Horror Picture Show
Le Dr Frank-N-Furter de la comédie musicale The Rocky Horror Show de 1973, et plus tard le film culte / film de minuit, The Rocky Horror Picture Show, est une personne de sexe masculin mais porte des vêtements féminins et accessoires considérés comme féminins dans la version anglaise et la culture américaine de l'époque. Le personnage porte également un maquillage exubérant influencé par des stars féminines du cinéma des années 1940 comme Joan Crawford. Dans l'une des chansons présentées dans la comédie musicale, le Dr Frank-N-Furter chante : « Je ne suis qu'un gentil travesti de Transsexual, en Transylvanie ».

#### Prince
Prince a écrit beaucoup de chansons qui traitaient de l'ambiguïté du genre, de la sexualité et de l'ethnie. Artiste charismatique et auteur-compositeur prolifique, ses chansons à contenu bisexuel ont également été enregistrées par des artistes comme Cyndi Lauper, qui dans When You Were Mine, a chanté sur le partage d'un amant avec un autre homme, qui dans le lit avec eux « sleeping in between the two of us. »

#### Grace Jones
Selon SheWired, Grace Jones se moque des tentatives extérieures de définir son identité de genre. Jones elle-même a dit de son ambiguïté de genre qu'elle sent que son côté masculin est "un peu plus fort". La National Public Radio la cite comme une influence de Madonna et Lady Gaga.

#### Annie Lennox
L'auteure-compositrice-interprète et militantte politique Annie Lennox a commencé sa carrière en tant que chanteuse principale avec The Tourists à la fin des années 1970. Dans les années 1980, elle fait partie du groupe de synthpop Eurythmics mais se concentre sur le travail solo depuis les années 1990 à l'exception d'un album et d'une tournée avec Eurythmics en 1999. Le Spin Alternative Record Guide la décrit en 1995 comme « la déesse gender-fuck Annie Lennox ».

#### Phranc
L'auteure-compositrice et interprète américaine Phranc a commencé sa carrière en 1978 avec le groupe punk Nervous Gender. En 1985, The Village Voice a écrit : « Une partie de l'attrait de Phranc est le genderfuck de sa douce voix féminine provenant d'un telle image masculine ». Elle a ensuite travaillé avec le groupe queercore Team Dresch.

#### Sœurs de la Perpétuelle Indulgence
L'organisation de bienfaisance, de protestation et de spectacle de rue les Sœurs de la Perpétuelle Indulgence a été formée par des hommes gais en 1979, utilisant à l'origine des vêtements de religieuses et un high camp pour attirer l'attention sur les conflits sociaux dans le quartier Le Castro de San Francisco.
Actuellement, les Sœurs collectent des fonds pour lutter contre le SIDA, d'autres causes LGBT, et pour promouvoir et éduquer sur les questions de risque sexuel. Le Cambridge Guide to American Theatre les identifie comme l'un des « usages les plus anarchiques de genderfucking... [qui]... parodiait le drag traditionnel ».

#### Boy George
Boy George du groupe Culture Club des années 1980, a cultivé un style androgyne, et faisait partie du mouvement anglais New Romantic qui a émergé au début des années 1980. Il a déclaré : « Je ne peux rien faire. Dans GQ, je suis apparu en tant qu'homme ».

#### RuPaul
Drag-queen américain, chanteur, acteur et animateur / star de la RuPaul's Drag Race, RuPaul a débuté en interprétant des scènes de genderfuck, des performances, des clips musicaux et dans des groupes punk à Atlanta à la fin des années 1980 et au début des années 1990.

#### It's Pat
Pat, un personnage de l'émission télévisée Saturday Night Live, a servi de base au film It's Pat. Les croquis et le film présentent un personnage principal androgyne, Pat. Les gens sont incapables de déterminer le sexe de Pat, y compris un homme qui ne peut pas le déterminer après avoir eu des relations sexuelles avec Pat alors qu'il était échoué sur une île déserte.

#### Marilyn Manson
Charlotte Richardson Andrews de The Guardian affirme que l'acte de rock androgyne de Marilyn Manson, « montre que les identités trans peuvent résonner avec le public d'une manière qui ne peut pas être ghettoïsée ». Le genderfucking de Manson a été comparé à celui d'Alice Cooper et Bowie.

#### Eddie Izzard
Eddie Izzard a commencé à parler librement de son travestissement dans des lieux comme le Festival d'Édimbourg dès 1992. Sa position est que le travestissement ne fait pas partie de son spectacle ni d'un fétiche sexuel. Elle remarque dans son spectacle Unrepeatable, « Les femmes portent ce qu'elles veulent et moi aussi ». Selon Izzard, « la plupart des travestis plaisent aux femmes ». Elle s'identifie comme « un travesti hétéro ou une lesbienne masculine ». Elle s'est également décrite comme « une lesbienne piégée dans le corps d'un homme », une personne transgenre et « un garçon plus une demi-fille ».

#### Lady Gaga
Lady Gaga est très spécifique dans ce qu'elle porte et affirme même que « mais dans un sens, je me représente d'une manière très androgyne, et j'aime l'androgynie. »

### Fiction
Dans la fiction, le terme genderfuck peut se référer non seulement à des personnages créer d'après des genderfuck réels, mais aussi à des personnages qui subissent des changements dans leur sexe physique - magiquement ou autrement - tout au long de l'histoire. Une œuvre d'art qui remet en question les rôles de genre ou comporte des flexions de genre peut elle-même être qualifiée de « genderfuck ».

#### Quelques œuvres
- Dans Orlando: A Biography, un roman influent de Virginia Woolf, publié en 1928, le protagoniste vit trois cents ans, et au milieu se transforme d'un homme en une femme. Il a été fait un film du même nom en 1992, avec Tilda Swinton et Quentin Crisp.
- La Nuit des rois de Shakespeare est un exemple historique et bien étudié de « flexion de genre » dans le récit anglais.
- Dans le roman La Main gauche de la nuit d'Ursula K. Le Guin, les personnages ont un genre neutre pendant la plus grande partie de leur vie, mais adoptent des caractéristiques masculines ou féminines lorsqu'ils sont en chaleur (kemmering).
- Dans la bande dessinée de Neil Gaiman, Sandman, le personnage Desire est genderfluid, et peut devenir un homme, une femme, les deux, ou aucun des deux, selon la situation.
- Parmi les premiers exemples de travestissement dans les films, citons A Florida Enchantment (1914) réalisé par Sidney Drew, et Mabel's Blunder (1914) réalisé par Mabel Normand.
- L'épisode de X-Files intitulé Masculin-féminin présente une série de meurtres sexuellement identiques, où le tueur semble être à la fois un homme et une femme, changeant de genre après une relation sexuelle.
- Dans le huitième épisode de la deuxième saison de Futurama, Bender est forcé de s'habiller en femme et prend brièvement le nom de "The Gender Bender" pour un combat.
- Dans Hetalia: The Beautiful World, un épisode supplémentaire voit l'Estonie dans un scénario de rêve où tous les pays, à l'exception de lui, sont représentés comme sexe opposé.
- Ranma Saotome dans le manga et l'anime Ranma ½, est un personnage atteint d'une malédiction passe d'homme à femme et vice-versa, en fonction de la température de l'eau avec laquelle il est mouillé, créant toute une série de situations de gags.

#### Littérature
La littérature, en particulier érotique, est une autre méthode qui a été utilisée pour explorer des scénarios genderfuck. La base de la littérature genderfuck est qu'il n'est pas important que quelqu'un soit un homme ou une femme pendant l'acte sexuel. Doris Libetseder donne pour exemple la nouvelle de Carol Queen, The Leather Daddy and the Femme, où une femme lesbienne utilise un gode ceinture pour avoir des relations sexuelles avec un gay cuir-daddy.
Shakespeare a utilisé le travestissement dans ses pièces de théâtre. Au fil des siècles, certains lecteurs ont postulé que les sonnets de Shakespeare sont autobiographiques, et en indiquent comme preuve son amour pour un jeune homme. Cela dit, Shakespeare avait des personnages dans ses écrits qui ont été considérés comme des travestis. Quatre des cinq personnages féminins principaux de ses pièces étaient vu comme des femmes qui se travestissent en hommes ou en garçons : Cléopâtre dans Antoine et Cléopâtre, Portia dans Le Marchand de Venise, Rosalind dans Comme il vous plaira, et Viola dans la Nuit des rois.

#### Films
Certains films incluent des personnages genderfuck ou drag :
- A Busy Day (1914)
- A Woman (1915)
- Différent des autres (1919)
- The Isle of Love (1923)
- That's My Wife (1929)
- Twice Two (1933)
- Viktor und Viktoria (1933), tout comme son remake Victor/Victoria (1982)
- Georges et Georgette (1934)
- Louis ou Louise (1953)
- Certains l'aiment chaud (1959)
- La dolce vita (1960)
- Psychose (1960)
- La Femme à travers le monde (1963)
- Flesh (1968)
- Mondo Trasho (1969)
- Tout ce que vous avez toujours voulu savoir sur le sexe sans jamais oser le demander (1972)
- Pink Flamingos (1972)
- Female Trouble (1974)
- The Rocky Horror Picture Show (1974)
- La Cage aux folles (1978), tout comme son remake The Birdcage (1996)
- Polyester (1981)
- Tootsie (1982)
- Hairspray (1988), tout comme son remake de 2007
- Paris Is Burning (1991)
- Silence of the Lambs (1991)
- Mrs. Doubtfire (1993)
- Ed Wood (1994)
- Priscilla, folle du désert (1994)
- Extravagances (1995)
- Boys Don't Cry (1999)
- Party Monster (2003)
- Transamerica (2005)
- J. Edgar (2011)